# Deluxe (álbum de Harmonia)
Deluxe é o segundo álbum de estúdio do grupo de krautrock alemão Harmonia. Harmonia era um supergrupo formado por Michael Rother, guitarrista do Neu!, e pela dupla Hans-Joachim Roedelius e Dieter Moebius do Cluster.
Deluxe foi gravado em junho de 1975 no estúdio do Harmonia em Forst, Alemanha. Foi lançado pelo selo Brain Records em 1975 e produzido pelos membros da banda e o lendário produtor alemão de krautrock, Conny Plank.
| Críticas profissionais                                                      | Críticas profissionais |
| Avaliações da crítica                                                       | Avaliações da crítica  |
| Fonte                                                                       | Avaliação              |
| --------------------------------------------------------------------------- | ---------------------- |
| allmusic                                                                    | [ 2 ]                  |
| Esta tabela precisa de ser acompanhada por texto em prosa. Consulte o guia. |                        |

## Faixas
1. "Deluxe (Immer Wieder)" – 9:45
2. "Walky-Talky" – 10:35
3. "Monza (Rauf und Runter)" – 7:07
4. "Notre Dame" – 4:15
5. "Gollum" – 4:35
6. "Kekse" – 5:35

## Créditos
- Hans-Joachim Roedelius – teclado, vocal
- Michael Rother – guitarra, telcado, vocal
- Dieter Moebius – sintetizador, harpa Nagoja, vocal
- Mani Neumeier (do Guru Guru)  – bateria